# Абдулла III ал-Салем ал-Сабах
Абдула III ал-Салем ал-Сабах е единадесетият владетел на Кувейт. През 1961 г., когато страната получава независимост, той приема титлата емир.